# Parachorius nudus
Parachorius nudus is een keversoort uit de familie bladsprietkevers (Scarabaeidae). De wetenschappelijke naam van de soort werd voor het eerst geldig gepubliceerd in 1873 door Harold als Cassolus nudus.